# وینس فلین
وینسنت "وینس" فلین Vincent "Vince" Flynn (زاده ۶ آوریل ۱۹۶۶ - درگذشته ۱۹ ژوئن ۲۰۱۳ ) نویسنده رمان‌های تریلر سیاسی و جنایی‌نویس آمریکایی بود.

## کتابشناسی
- شلیک مرگبار
- تروریست آمریکایی
- آخرین مرد
- صحنه قتل